# Tokaen
Tokaen är en ö i Marshallöarna.   Den ligger i kommunen Likiep, i den nordvästra delen av Marshallöarna, 400 km nordväst om huvudstaden Majuro. Arean är 0,11 kvadratkilometer.
Terrängen på Tokaen är platt.